# Emmanuel Stupanus
Emmanuel Stupanus, gelegentlich Emmanuel Stuppan, (* 13. Dezember 1587 in Basel; † 26. Februar 1664 ebenda) war ein Schweizer Mediziner. 
Stupanus war ein Sohn des Mediziners Johannes Nicolaus Stupanus und dessen dritter Ehefrau Katharina Iselin. Eine seiner Enkel, Judith Stupanus, wurde die Ehefrau des Mathematikers Jakob I Bernoulli. 
Ab 1604 studierte Stupanus an der Universität Genf u. a. Philosophie bei Esaias Colladon und Gaspard Laurent. 1607 kehrte er nach Basel zurück und schloss dieses Studium mit dem Titel Bakkalaureus ab. Im Anschluss daran begann er an der Universität Basel Medizin zu studieren; erst bei seinem Vater, dann auch bei Caspar Bauhin und Felix Platter. 
Auf seiner Grand Tour besuchte Stupanus bekannte und wichtige Universitäten in Deutschland, Frankreich und Italien. So immatrikulierte er sich am 27. September 1612 in Padua. Nach seiner erfolgreichen Disputation mit Petrus Ryff erhielt er 1617 die Doktorwürde. Ausserdem hörte er bei Jacob Zwinger (Griechisch), Heinrich Justus (Philosophie) und Friedrich Castellio (Rhetorik). 
1614 wurde er privat der Substitut seines Vaters und ab 1617 betraute man ihn ganz offiziell mit diesem Amt. 1620 übernahm er die Lehrstühle seines Vaters und am 28. März 1620 präsentierte Stupanus seine Antrittsvorlesung „De fraudibus Paracelsistarum“. 
Stupanus starb im Alter von 76 Jahren am 26. Februar 1664 in Basel und fand dort auch seine letzte Ruhestätte.

## Bekannte Schüler
- Johann Caspar Bauhin
- Nikolaus Eglinger
- Georg Balthasar Metzger
- Franciscus Sylvius

## Werke (Auswahl)
- De fraudibus Paracelsistarum. 1620 (Antrittsvorlesung).
- Oratio de vita Casp. Bauhini. Basel 1625.
- Praecipua pseudochymias Capita ex Theophrasti Paracelsi quisquiliis. Basel 1621.
- Themata medica de omnis pleuritis theoria et generali therapia. Basel 1613 (Dissertation).
- Vere aureorum aphorismorum Hippocratis enarrationes et commentaria aphoristica. Basel 1615.